# Высший совет Эфиопии по делам ислама
Высший совет Эфиопии по делам ислама (амхарский: የኢትዮጵያ እስልምና ጉዳዮች ጠቅላይ ምክር ቤት, EIASC) — это центральный руководящий орган ислама, представляющий эфиопских мусульман, проживающих в стране и за рубежом.
Совет был основан после Эфиопской революции в 1975 году с целью объединить мусульманскую общину. В 2012 году Правительство утвердило совет Постановлением № 1207/2020 как духовное управление эфиопских мусульман внутри страны и за рубежом.

## История
Первое учреждение эфиопских мусульман, известное как «Высшая ассамблея по делам ислама Эфиопии», было создано 4 марта 1968 года и стало предшественником совета. 6 апреля 1975 года с целью объединения и защиты мусульман в Эфиопии был образован совет под нынешним названием. Хаджи Мухаммад Сани Хабиб, который был лидером процесса создания совета, занимал пост первого председателя до своей смерти в 1981 году. В феврале 1975 года 9 мусульман были убиты и 130 ранены в Большой мечети Анвар, после чего вспыхнуло насилие между двумя мусульманскими группами, претендовавшими на представительство в совете. В 2012 году Палата народных представителей издала Указ № 1207/2020, который юридически структурирует совет и позволяет совету представлять интересы мусульман Эфиопии как внутри страны, так и за рубежом. В 2015 году совет организовал поддержку хаджа и умры цифровыми технологиями.

## Структура
Совет представляет 34% населения Эфиопии. В рамках совета работает 11 региональных советов по делам ислама, состоящих из зональных и районных советов, избираемых мусульманской общиной. Советы объединяют 40 000 мечетей страны. Совет входит в Межрелигиозный совет Эфиопии. 18 июля 2022 года шейх Хадж Ибрагим Туфа был избран президентом совета. Шейх Абдулкарим Шейх Бедредин, Шейх Абдулазиз Абдулвале и Шейх Хамид Муса были избраны вице-президентами и генеральным секретарем совета соответственно. По данным Эфиопского информационного агентства, 261 участник проголосовал за избрание руководителей и генерального собрания из 300.